# Андреєв Семен Олексійович
Семен Олексійович Андреєв (20 вересня 1924, село Ешмікеєво, Чуваська автономна область — 29 жовтня 1943, Дніпропетровська область) — гвардії сержант, учасник Другої світової війни, загинув у бою. Герой Радянського Союзу (1944, посмертно).

## Біографія
Семен Андреєв народився 1923 року селянській родині. Після закінчення школи працював завідувачем хатою-читальнею в рідному селі.
З лютого 1942 року перебував у лавах діючої армії, спочатку в запасному полку, отримав спеціальність «бронебойщик». Полк, у якому служив Андреєв, став брати активну участь у бойових діях лише з квітня 1943 року. Андрєєв брав участь у форсуванні Дніпра. Так, 29 вересня 1943 року Андреєв разом з усім своїм підрозділом переправився через Дніпро в районі на південь Дніпропетровська. Підрозділу вдалося захопити плацдарм на захопленому німцями березі, і протягом трьох діб відбивати запеклі атаки ворога. Андреєву особисто вдалося підбити ворожий танк. За ці бої він був представлений до високого звання Героя Радянського Союзу. Однак під час продовження наступу, 29 жовтня 1943 року, Андрєєв загинув у бою. Похований у селі Вовніги Солонянського району Дніпропетровської області.
22 лютого 1944 року Указом Президії Верховної Ради СРСР Семен Олексійович Андреєв удостоєний високого звання Героя Радянського Союзу посмертно.

## Увічнення пам'яті
У селі Ешмікеєво, де народився Андреєв, в честь нього названі вулиця і школа. Також його бюст встановлено на алеї Героїв у селі Яльчики. Проводяться різноманітні заходи, присвячені пам'яті Андреєва.